# Kleiderbügel

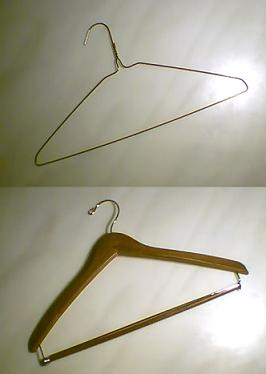
Kleiderbügel aus Draht bzw. aus Holz und Metall

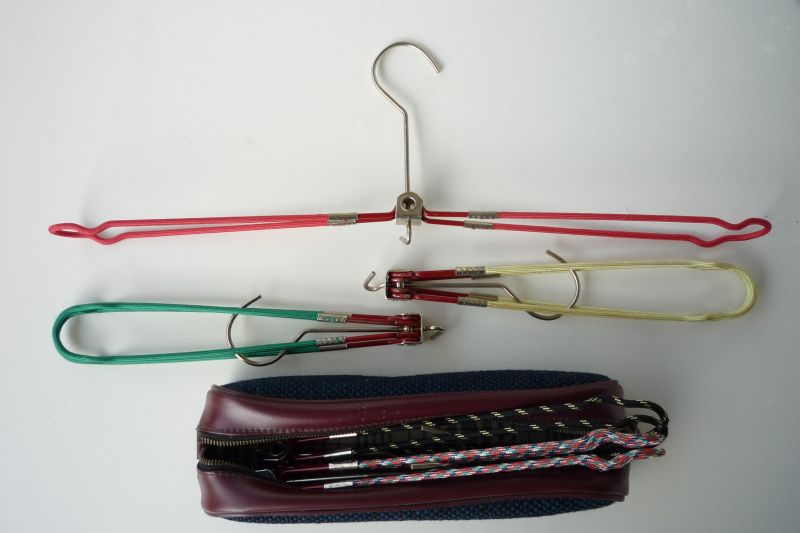
Faltbare Kleiderbügel mit Aufbewahrungsetui, um 1960

Kleiderbügel (ⓘ) sind Haushaltsgeräte, die zum Aufhängen von Kleidungsstücken in Schränken oder in Garderoben dienen. Sie sind der Schulterform des Menschen nachgebildet und dienen, im Gegensatz zum Aufbewahren an einem Aufhänger, zum formgerechten, schonenden Aufhängen und Verstauen von Oberbekleidung wie Mänteln und Jacken, aber auch Hemden und Blusen. Oft haben sie noch eine Querstange, an der man Hosen aufhängen kann. Einige Bügelvarianten sind auch ausschließlich für Hosen konzipiert. Mit dem Haken in der Mitte werden die Kleiderbügel dann platzsparend auf einer Stange, zumeist in einem Kleiderschrank aufgereiht. So ist ein schnelles Durchsuchen möglich, ohne Falten in der Kleidung zu verursachen.
Industriekleiderbügel sind Transport- und Präsentationsmittel aus Kunststoff.
Durch die Verlagerung der Bekleidungsproduktion nach Osteuropa und Asien wird die Bekleidung als Hängewaren über weite Strecken transportiert und auf diesen Kleiderbügeln direkt in den Verkaufsgeschäften als Präsentationsbügel verwendet. Hierdurch werden die Logistikkosten reduziert und das „Umbügeln“ auf reine Präsentationsbügel entfällt. Unternehmen nutzen diese Bügel durch das Aufbringen von Markenlogos für Werbezwecke.

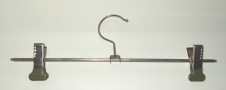
Kleiderbügel für Hosen

## Geschichte

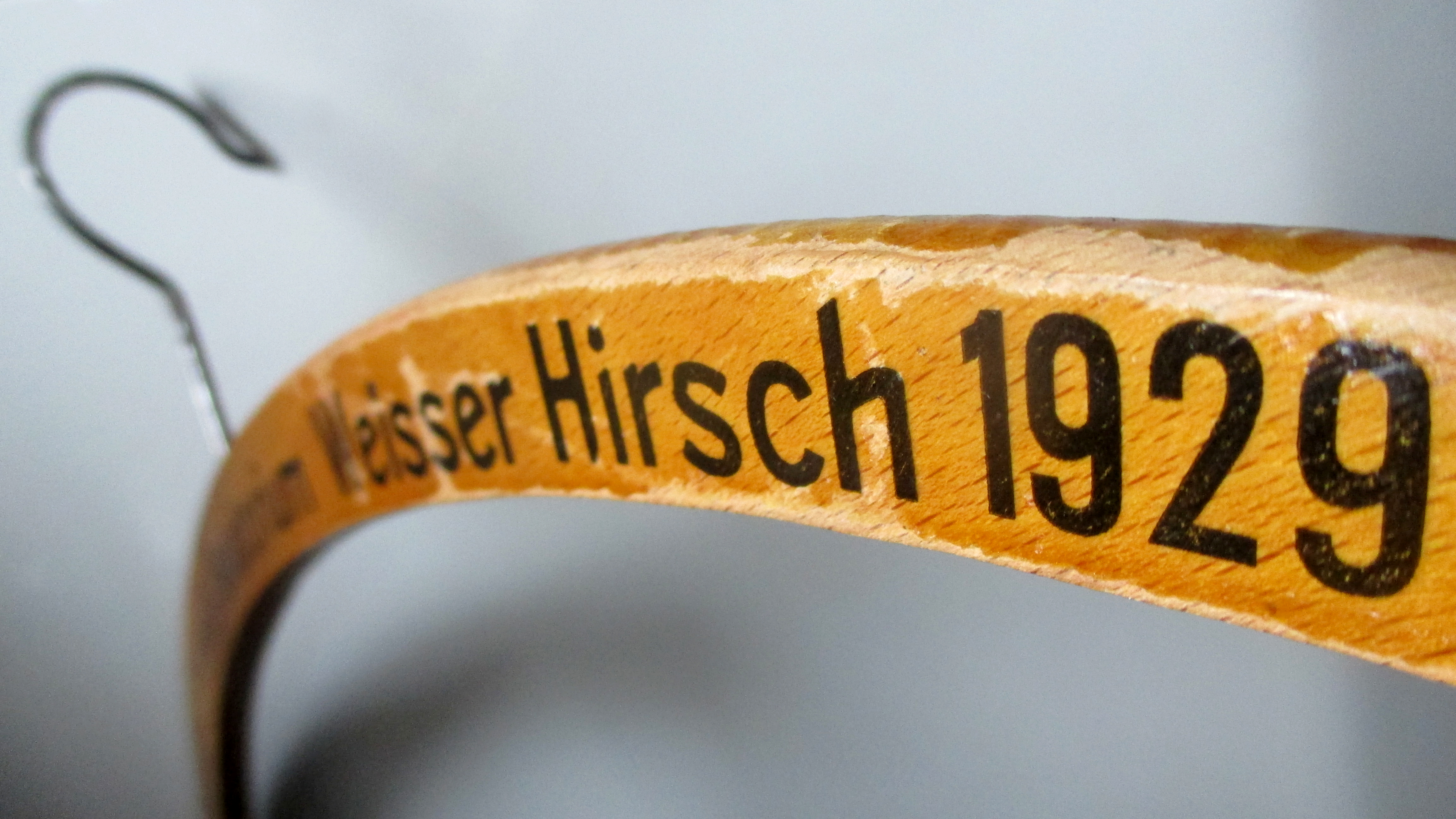
Holzkleiderbügel – Dr. Heinrich Lahmann’s Sanatorium – Weisser Hirsch 1929 – Dresden

Der Kleiderbügel, wie wir ihn kennen, hat seinen Ursprung im Mitteleuropa des 16. Jahrhunderts. Die ersten Bügel wurden aus Holztruhen zur Aufbewahrung von Kleidungsstücken für Uniformen weiterentwickelt. Es waren massive Holzbügel mit aufwärtsgebogenen Enden, die zur Stütze der gewichtigen Epauletten an der Uniformjacke dienten.
Für wertvolle Gewänder wurden später weitere Bügelmodelle entwickelt; sie waren ein Privileg von Adel und Klerus. Das einfache Volk hängte zu dieser Zeit seine Joppen auf (meist hölzerne) Haken. Um 1800 kamen die hohen Jackenkragen auf, die Kleiderbügelform wurde entsprechend verändert und angepasst. In diesem Falle wurden stützende Konterbogen entwickelt, um die Kragen in Form zu halten.
Aus der vorindustriellen Zeit stammen auch die Bügel mit langen Holzstäben, die unter dem Haken befestigt sind. Mit Hilfe dieser langen Stäbe konnten die Bügel in hohen Räumen an einer Stange aufgehängt werden. Diese Art der Aufhängung wurde bevorzugt, um die Kleidung in den damals vorhandenen Kleiderkammern eines Hauses vor Mäusen und/oder Ratten zu schützen. Gleichzeitig nutzte man diese Bügelvariante auch zur Trocknung feuchter Kleidung über Wärmequellen (z. B. Restglut über Feuerstellen).
Erst um 1850 begann die Nutzung von Bügeln für Kleider. Der Grund hierfür waren die ausladenden Frauenkleider des viktorianischen Zeitalters. Die Bügel waren damals aus Draht geformte, aus moderner Sicht überwiegend abstruse Konstruktionen. Nur eine einfache Form aus Draht, im Jahr 1903 erfunden von dem US-Amerikaner Albert J. Parkhouse, einem Angestellten der Timberlake Wire and Novelty Company in Jackson in Michigan, ist bis in das 21. Jahrhundert erhalten geblieben. Vom Zustandekommen dieser Erfindung werden unterschiedliche Geschichten überliefert. Die eine besagt, dass er keinen freien Wandhaken für seinen Mantel finden konnte, und deshalb aus einem Stück Draht einen Bügel formte. Die andere führt die Erfindung darauf zurück, dass die Produktion hölzerner Bügel die Nachfrage nicht deckte. Das Patent hierfür wurde am 25. Januar 1904 von Parkhouses Chef und Firmeninhaber John B. Timberlake beantragt. Die Firma machte ein Vermögen damit, während Parkhouse leer ausging.

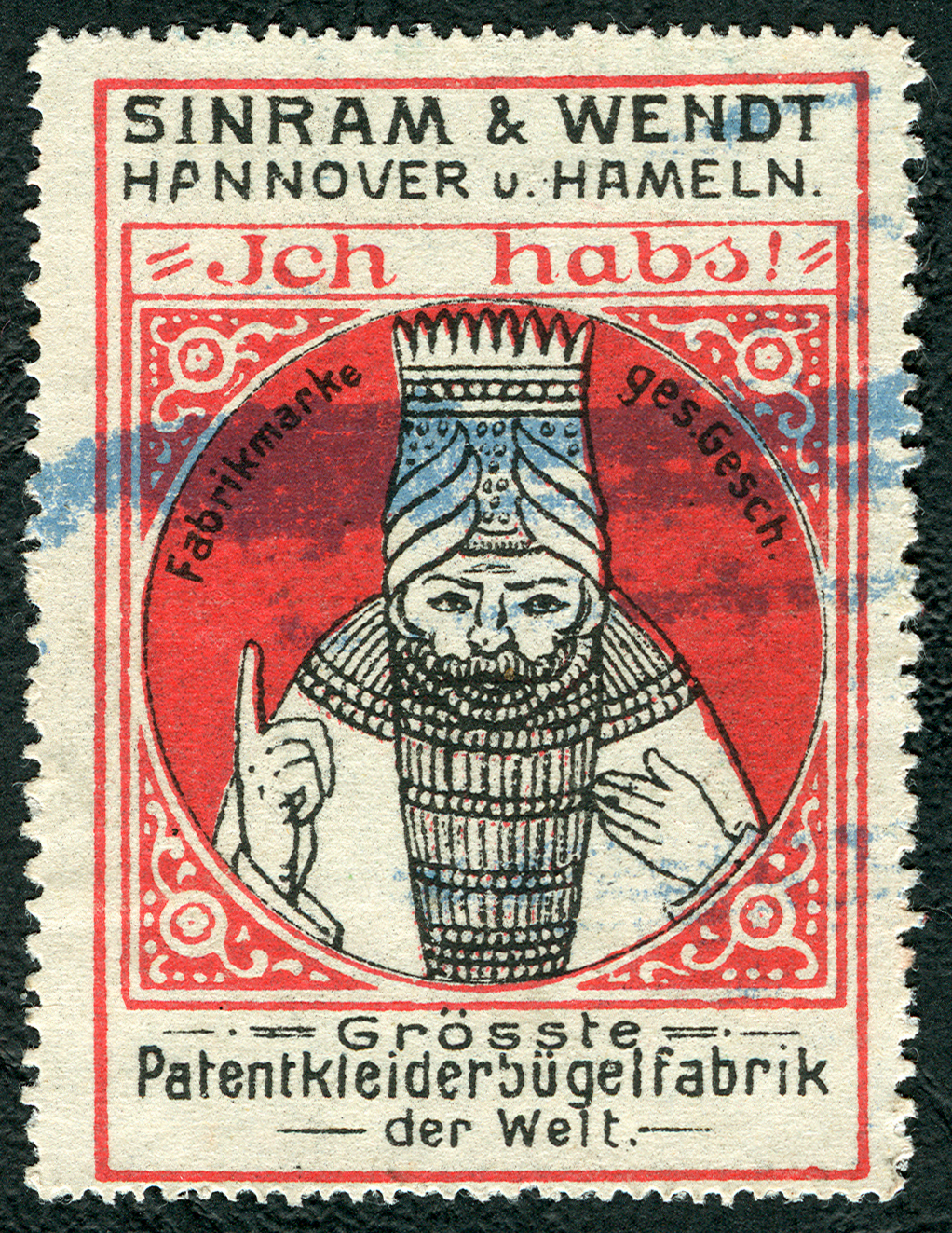
Sinram & Wendt warb mit dieser Reklamemarke als „Größte Patentkleiderbügelfabrik der Welt“.

Als erster Hersteller hölzerner Kleiderbügel in Deutschland kann die 1878 gegründete Firma L. Sakowski aus Berlin (Nordost, Palisadenstraße) angesehen werden und im Jahr 1888 die Fabrik A. Stephan & Co. aus Berlin, Spittelmarkt, die im Adressbuch mit „Einzige Special-Fabrik für neueste verstellbare Schaufenstereinrichtungen, nach neuesten Façons gearbeitete Confections-Figuren, Rollständer, Kleiderbügel“ und vieles andere mehr warb.
Darüber hinaus erhob die Fabrik von Sinram & Wendt den Anspruch, die ersten Produzenten von Holzkleiderbügeln in Deutschland gewesen zu sein. Seit 1898 produzierten sie zunächst in Hannover, später in Hameln. In der Gegend um Hameln siedelten sich später weitere Hersteller von Kleiderbügeln an. So eröffnete unter anderem im Jahre 1924 Adolf Pieper in Hameln eine zunächst sehr kleine Fabrik, die Kleiderbügel aus Holz herstellte.
Ebenfalls in den 1920er Jahren begann die Firma Ludwig Epstein in Berlin-Schöneberg Kleiderbügel auf Basis eines Reichspatents herzustellen. In Berlin gab es ab den 1920er Jahren stetig neue Fabriken für Kleiderbügel, das Adressbuch des Jahres 1929 weist allein 13 solcher Hersteller aus. In den 1940er Jahren und später wurden Hosen-Klemmbügel aus Buchenholz und Metall gefertigt, die den Namen Union 3 und den Hinweis D.R.P. (=Deutsches Reichs-Patent) trugen.
Nach dem Zweiten Weltkrieg vergrößerte sich der Betrieb von Adolf Pieper in Hameln, und in den 1970er Jahren wurde die Produktion von Kunststoffkleiderbügeln aufgenommen.
Im Jahr 1948 gründete Martin Wagner die MAWA Metallwarenfabrik in Pfaffenhofen. Bereits kurz darauf entwickelte er den ersten Hosenspanner. Wenig später vermarktete das Unternehmen den Rockspanner und erlangte dadurch weltweite Bekanntheit und Anerkennung. Verschiedene Patente im Bügelbereich setzten diese Erfolgsgeschichte bis zum Tod Martin Wagners im Jahr 1963 fort. So entwickelte MAWA die erste Anti-Rutsch-Beschichtung für Metallbügel sowie eine innovative Funktionsweise beim von Wäscheklammern abgeleiteten Klammerbügel (Clip-Bügel).
Sowohl im Erzgebirge als auch in Böhmen entstanden um 1900 ebenfalls einige Kleiderbügelfabriken, die teilweise nach dem Zweiten Weltkrieg in den Westen Deutschlands verlagert wurden.
Eine große Sammlung von über 2800 Kleiderbügeln trug der Berliner Eberhard Rhode zusammen. Er erforscht die Kulturgeschichte der Kleiderbügel und begründete die „Pertiologie“ (die Bügelkunde).

## Bügeltypen

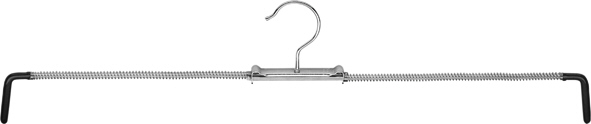
Rockspanner

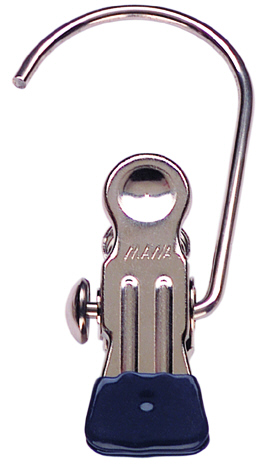
Clip-Bügel

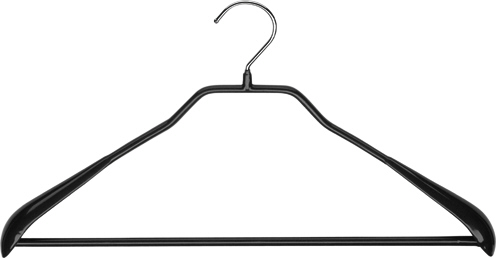
Beschichteter Metallbügel

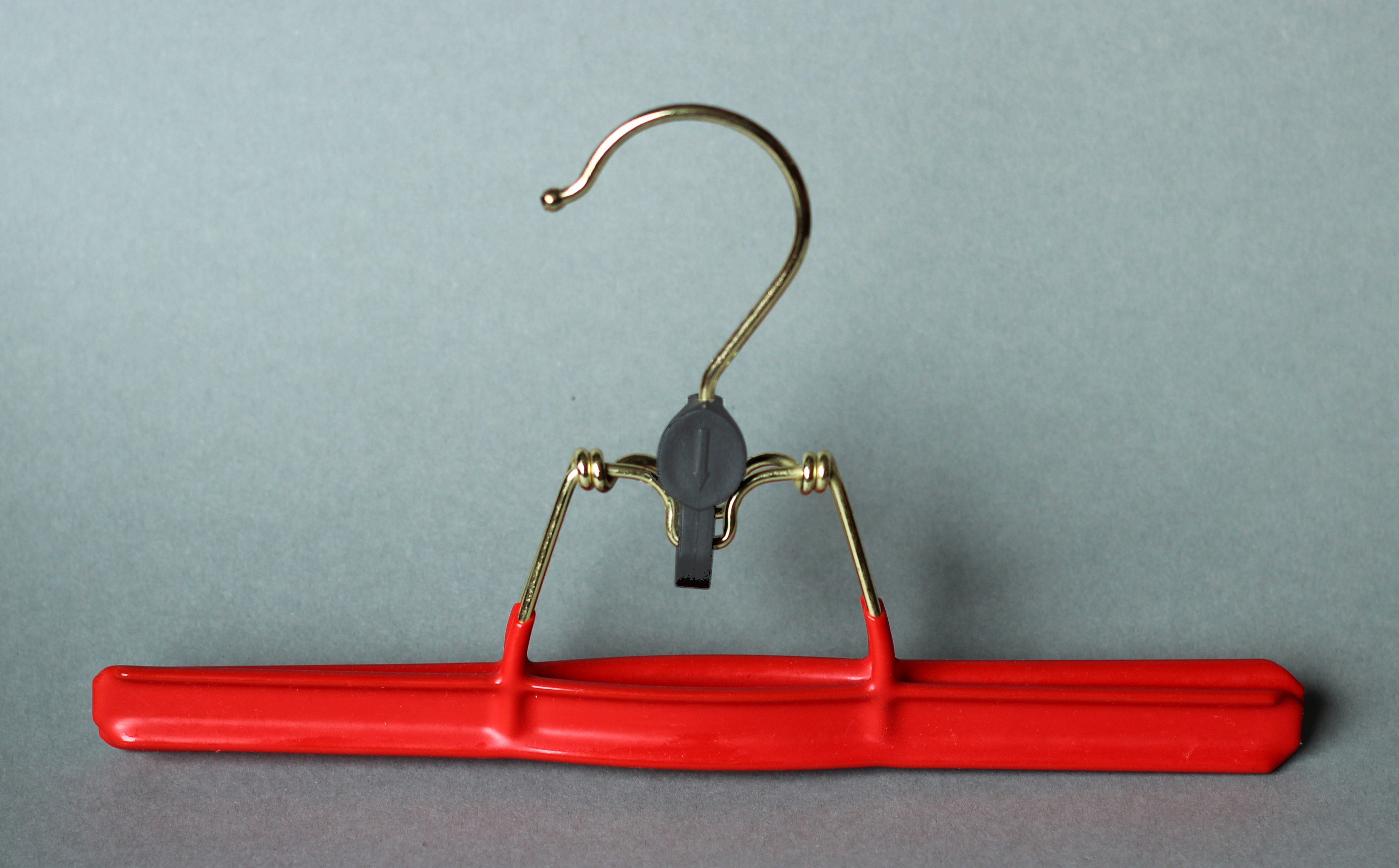
Hosen-Klemmbügel

Drahtbügel können die Kleidungsstücke beschädigen, da sie keine breit abgerundeten Kanten wie Modelle aus Holz haben. Um das zu vermeiden, gibt es aufwendige Drahtbügel, die mit Stoff, Samt oder Kunststoff überzogen sind. Dies soll auch verhindern, dass der Draht zu rosten beginnt was entsprechende Flecken an der Kleidung hervorrufen würde. Seit dem Ende des 20. Jahrhunderts sind Kleiderbügel aus Kunststoff sehr verbreitet. Sie bilden oft die klassische Form der hölzernen Bügel nach, sind aber billiger in der Produktion und werden deshalb vor allem in großen Modegeschäften verwendet.
Die traditionellen Vollholzkleiderbügel werden vor allem in Hotels (ab gehobene Mittelklasse), sowie im gehobenen Bekleidungsfachhandel eingesetzt. In letzterem nahm der Anteil in den vergangenen Jahren durch die Einführung von Shop-in-Shop-Systemen deutlich zu. Die Bekleidungshersteller versuchen, sich so optisch vom Wettbewerb abzugrenzen und die Produkte edler erscheinen zu lassen.
In 1960er Jahren entwickelten in Dänemark die Dansk Bojlefabrik und in Schweden die Firma Formtrae Kleiderbügel aus Sperrholz. Sie werden aus Furnieren geformt und haben einen Kern aus Massivholz. Sowohl die dänische als auch die schwedische Firma behaupteten, der Erfinder dieser neuen Bügel zu sein, die Formschönheit und preiswerte Herstellung in sich vereinen. Mitte der 1980er Jahre wurde die dänische Firma an Firma Adolf Pieper (pieper concept) in Hameln verkauft. Fortan wurden diese Plywood-Kleiderbügel in Deutschland unter dem Namen Schichtholzkleiderbügel hergestellt und weltweit vertrieben. Etwa seit 2004 stellen chinesische Firmen dieses Produkt her und überschwemmen den Markt mit Billigangeboten, woraufhin die Produktion in Deutschland und in Schweden immer geringer wurde. 2006 wurde die Produktion von Schichtholzkleiderbügeln in Deutschland ganz eingestellt.
Anfang der 1960er Jahre stellte die Firma Coronet die ersten Kunststoffkleiderbügel in Deutschland her. Im Gefolge steigender Anforderungen von Bekleidungsproduzenten und Warenhauskonzernen wurden weitere Kunststoffbügel als Transport- und Präsentationsmittel entwickelt. Die Kunststoffbügel durchlaufen die gesamte logistische Textilkette von der Produktion der Bekleidung über Hängeversand und Förderanlagen bis hin zum Verkaufsort.
Aufgrund der hohen Qualität lassen sich diese Kleiderbügel mehrfach verwenden. Hierzu werden sie aus den Verkaufsgeschäften abgeholt, sortiert und wieder in Umlauf gebracht. Nicht wiederverwendbare Bügel werden zermahlen, der eingesetzte Rohstoff Polystyrol weitestgehend wiedergewonnen. Aus diesem können neue Kleiderbügel oder andere Kunststoffprodukte hergestellt werden. Es hat sich zudem eingebürgert, dass Textilgeschäfte ihren Kunden nicht mehr benötigte Kleiderbügel zur kostenlosen Mitnahme anbieten.
Bereits Mitte der 1950er Jahre brachte die Firma MAWA metallene Hosen- und Rockspanner (später mit Anti-Rutsch-Beschichtung) auf den Markt. Diese Produkte wurden in der damaligen Zeit nicht nur von Konfektionsbetrieben gekauft und genutzt, sondern auch von Endverbrauchern erworben, um die Bekleidung, deren Wert damals ständig zunahm, schonend aufbewahren zu können.
Aktuell produziert das Unternehmen sowohl auf Grund der Vielzahl von Erfindungen im Bügelbereich als auch von Innovationen im Produktionsbereich weiter alle Metallbügel am Firmensitz in Pfaffenhofen an der Ilm.

## Sonstiges
Als besondere Form eines Kleiderbügels kann man auch den Stillen Diener/Herrendiener sehen.
Einige Bogenbrücken, darunter die Fehmarnsundbrücke sowie die Sydney Harbour Bridge, haben aufgrund ihrer Form Kleiderbügel als Spitznamen erhalten.
Einfach gehaltene bildliche Darstellungen von Kleiderbügeln werden im menschenrechtlichen Kontext symbolisch genutzt. Damit soll beispielhaft an unprofessionelle Abtreibungsmethoden zu erinnert werden, zu denen ungewollt Schwangere in der Vergangenheit und Gegenwart mangels Legalität von Schwangerschaftsabbrüchen gezwungen waren oder vielleicht noch sind. Bei diesen wurden unter anderem einfache Drahtkleiderbügel benutzt.